# AV-102
La carretera AV-102 es una carretera de la Red Complementaria Preferente de la Junta de Castilla y León que une Piedrahíta, con el límite de la Provincia de Salamanca.

## Carracterísticas
Atraviesa las localidades de Piedrahíta,  Casas de Sebastián Pérez y Villar de Corneja, hasta llegar al límite con la Provincia de Salamanca, dónde continua por la SA-102. 
Es una carretera bastante transitada, debido a que representa el mejor itinerario entre Madrid, Ávila, Béjar, y Guijuelo. La media de tráfico de paso esta carretera es aproximadamente de unos 7100 vehículos diarios, el 35% de ellos camiones, debido al comercio entre Madrid, Béjar y Guijuelo.